# Доніка Анатолій Григорович
Доніка Анатолій Григорович (рос. Доника Анатолий Григорьевич; нар. 20 червня 1960, Красноярськ, Красноярський край, СРСР) — радянський хокеїст, захисник. Майстер спорту міжнародного класу СРСР.

## Кар'єра
Вихованець красноярського хокею. З сезону 1981/82 виступав за київський «Сокіл». Провів у складі «Сокола» 281 матч, закинув 18 шайб, зробив 23 результативні передачі. Один сезон відіграв у МХЛ за клуб «Нафтохімік».
У складі київського «Сокола» став фіналістом Кубка Шпенглера 1986 року.

## Статистика
Статистика виступів у вищій лізі чемпіонату СРСР.
| Сезон                    | Команда                  | Ліга                     | І   | Г  | П  | 0  | Штр |
| ------------------------ | ------------------------ | ------------------------ | --- | -- | -- | -- | --- |
| 1981/82                  | «Сокіл» (Київ)           | вища                     | 9   | 1  | 0  | 1  | 6   |
| 1982/83                  | «Сокіл» (Київ)           | вища                     | 34  | 3  | 1  | 4  | 14  |
| 1983/84                  | «Сокіл» (Київ)           | вища                     | 11  | 0  | 0  | 0  | 4   |
| 1984/85                  | «Сокіл» (Київ)           | вища                     | 32  | 1  | 3  | 4  | 18  |
| 1985/86                  | «Сокіл» (Київ)           | вища                     | 39  | 9  | 5  | 14 | 36  |
| 1986/87                  | «Сокіл» (Київ)           | вища                     | 39  | 0  | 4  | 4  | 44  |
| 1987/88                  | «Сокіл» (Київ)           | вища                     | 38  | 0  | 4  | 4  | 40  |
| 1988/89                  | «Сокіл» (Київ)           | вища                     | 31  | 1  | 3  | 4  | 17  |
| 1989/90                  | «Сокіл» (Київ)           | вища                     | 2   | 0  | 0  | 0  | 0   |
| 1990/91                  | «Сокіл» (Київ)           | вища                     | 46  | 3  | 3  | 6  | 26  |
| Усього у вищій лізі СРСР | Усього у вищій лізі СРСР | Усього у вищій лізі СРСР | 281 | 18 | 23 | 41 | 205 |